# Wienerbarnet (film fra 1941)
 For alternative betydninger, se Wienerbarnet. (Se også artikler, som begynder med Wienerbarnet)
Wienerbarnet er en dansk film fra 1941. Filmen må karakteriseres som en folkekomedie. Filmens tema er, at et wienerbarn vender tilbage efter en årrække for at besøge sine plejeforældre.
- Manuskript Svend Rindom og Fleming Lynge.
- Instruktion Arne Weel.

Blandt de medvirkende kan nævnes:
- Max Hansen
- Jens Asby
- Helga Frier
- Lise Thomsen
- Hans Egede Budtz
- Gull-Maj Norin
- Svend Bille